# Kerstgen van Ringenberch
Kerstgen van Ringenberch (citoyen de Kalkar depuis 1508, mort avant 1532), également orthographié Kerstken van Ringenberg et appelé Woyers, est un sculpteur sur bois, actif au début du XVIe siècle dans la vallée du Rhin.
Il a notamment créé le retable de Crépin et Crépinien de l'église Saint-Nicolas de Kalkar (vers 1510).
Dans la même église, il a poursuivi la sculpture du Marienleuchter, lustre commencé par Henrik Bernts (env. 1450-1509), et finalement achevé par Henrik Douverman. On lui attribue également la statue de saint Roch de la même église.
On trouve une statue polychrome d'un Roi mage, probablement Balthazar, provenant peut-être aussi de Kalkar, et datée de 1525, au château de Huis Bergh. Une statue représentant sainte Catherine et datée de 1494 est conservée au musée du Kurhaus de Clèves (de).

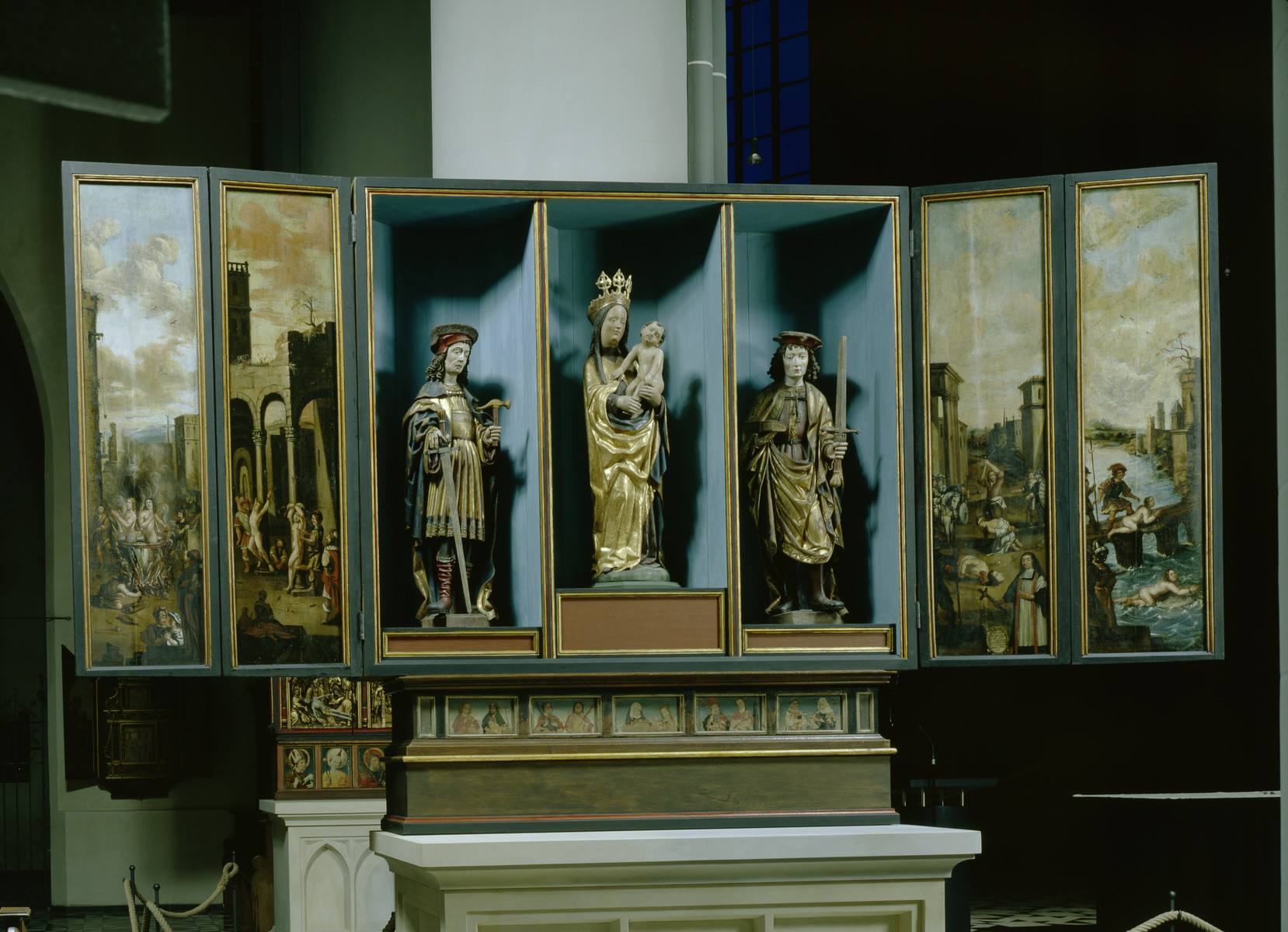
Retable de Crépin et Crépinien (1510), église Saint-Nicolas de Kalkar.
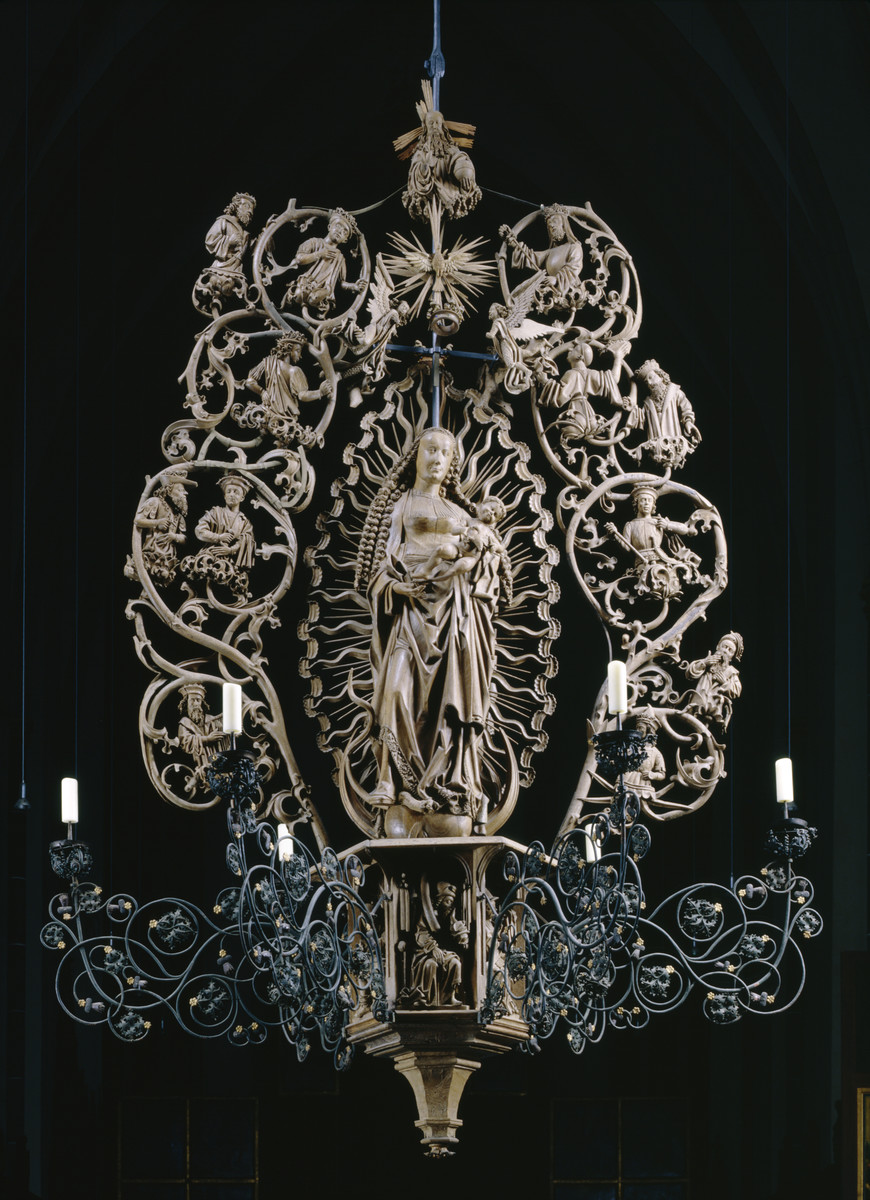
Lustre de la Vierge en gloire.
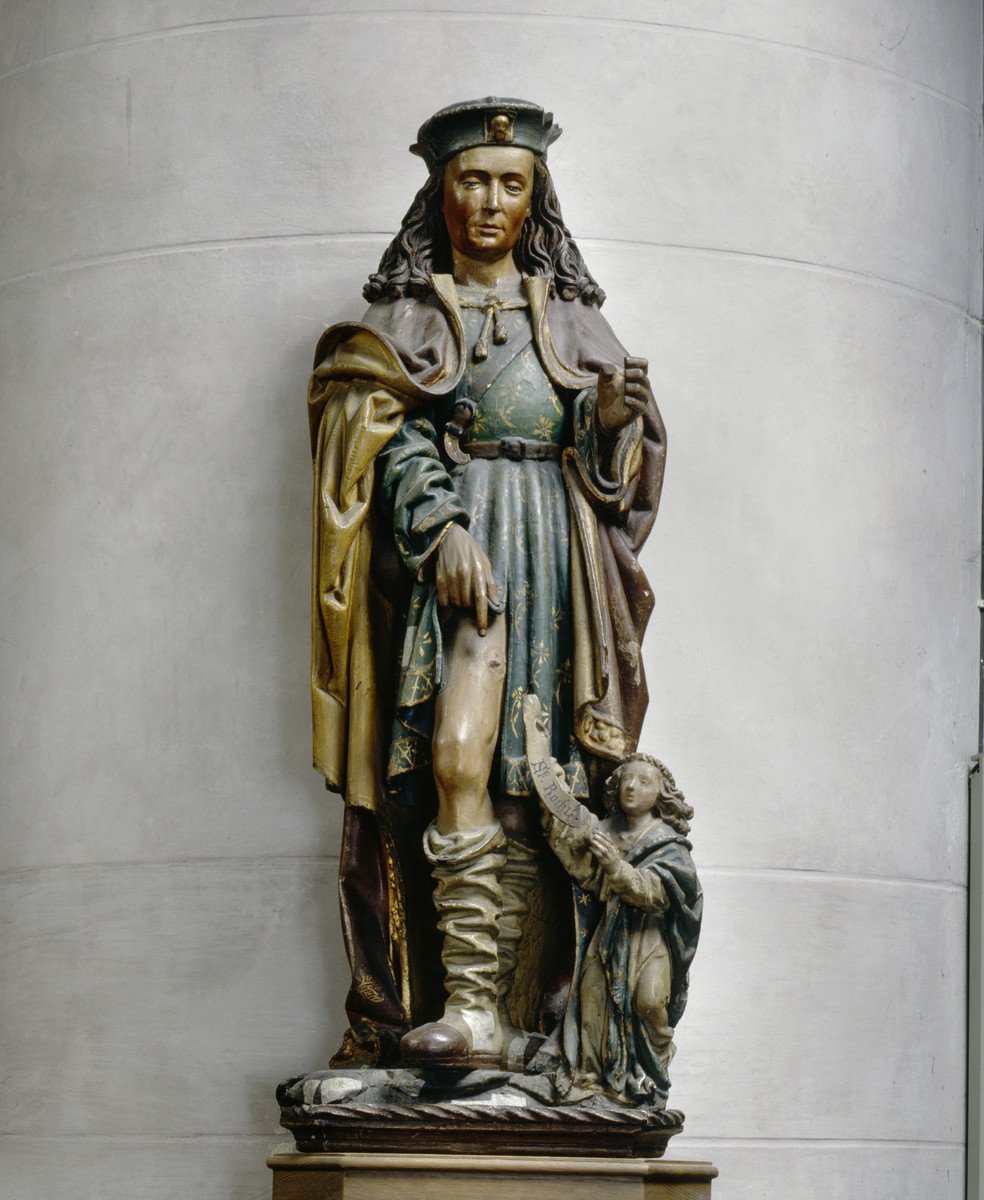
Saint Roch.